# Hợp đồng bảo hiểm
Hợp đồng bảo hiểm là sự thỏa thuận giữa bên mua bảo hiểm và doanh nghiệp bảo hiểm, theo đó bên mua bảo hiểm phải đóng phí bảo hiểm, doanh nghiệp bảo hiểm phải trả tiền bảo hiểm cho người thụ hưởng hoặc bồi thường cho người được bảo hiểm khi xảy ra rủi ro thuộc phạm vi bảo hiểm.
Hợp đồng bảo hiểm chỉ có hiệu lực khi có bằng chứng giao kết hợp đồng. Bằng chứng giao kết hợp đồng gồm 2 nội dung:
1. Công ty bảo hiểm chấp nhận bảo hiểm và
2. Bên mua bảo hiểm đã trả phí bảo hiểm (trừ khi hợp đồng bảo hiểm quy định khác đi, ví dụ cho phép trả sau).

## Các loại hợp đồng bảo hiểm
1. Hợp đồng bảo hiểm con người;
2. Hợp đồng bảo hiểm tài sản;
3. Hợp đồng bảo hiểm trách nhiệm dân sự.

## Tính chất hợp đồng bảo hiểm
Hợp đồng bảo hiểm có một số tính chất chung trong khuôn khổ những quy định của luật pháp về hợp đồng dân sự, ngoài ra, nó còn có một số tính chất riêng biệt gắn liền với đặc trưng kinh tế - kỹ thuật ngành bảo hiểm. Cụ thể như sau: 
1. Hợp đồng bảo hiểm mang tính tương thuận: Hợp đồng bảo hiểm được thiết lập dựa trên sự chấp thuận của cả đôi bên trên nguyên tắc tự nguyện, bình đẳng, tự do giao kết trong khuôn khổ pháp luật và đạo đức xã hội.
2. Hợp đồng bảo hiểm là hợp đồng song vụ: Các bên ký kết đều có quyền và nghĩa vụ, quyền của bên này là nghĩa vụ của bên kia và ngược lại. Người bảo hiểm phải đảm bảo cho các rủi ro còn người được bảo hiểm phải trả phí bảo hiểm.
3. Hợp đồng bảo hiểm có tính chất may rủi: Nếu không tồn tại rủi ro (sự kiện bảo hiểm) thì không có việc giao kết cũng như tồn tại hiệu lực của Hợp đồng bảo hiểm.
4. Hợp đồng bảo hiểm có tính chất tin tưỏng tuyệt đối: Mối quan hệ giữa bên mua bảo hiểm và người bảo hiểm được thiết lập trong tình trạng tạo ra rủi ro cho nhau. Do đó, để tồn tại và có thể thực hiện thì hai bên phải có sự tin tưởng lẫn nhau. Tính chất tin tưởng tuyệt đối và nguyên tắc trung thực tối đa chỉ là hai mặt của cùng một vấn đề.
5. Hợp đồng bảo hiểm có tính chất phải trả tiền: Mối quan hệ quyền và nghĩa vụ giữa hai bên thể hiện ở mối quan hệ tiền tệ. Bên mua bảo hiểm có nghĩa vụ trả tiền phí bảo hiểm, người bảo hiểm có nghĩa vụ trả tiền bảo hiểm/bồi thường khi có sự kiện bảo hiểm xảy ra.
6. Hợp đồng bảo hiển có tính chất gia nhập: Hợp đồng bảo hiểm là một hợp đồng theo mẫu. Quy tắc bảo hiểm (nội dung chính của Hợp đồng) do người bảo hiểm soạn thảo trước, bên mua bảo hiểm sau đọc thấy phù hợp với nhu cầu của mình thì gia nhập vào.
7. Hợp đồng bảo hiểm có tính dân sự - thường mại hỗn hợp: Bên mua bảo hiểm có thể là một thể nhân hoặc pháp nhân dân sự hay thương mại, người bảo hiểm cũng có thể là một pháp nhân dân sự (hội tương hỗ) hay thương mại (công ty bảo hiểm). Do đó, mối quan hệ giữa họ, cụ thể là hợp đồng bảo hiểm sẽ có thể có tính dân sự hay thương mại thuần túy hoặc dân sự - thương mại hỗn hợp.

## Thuật ngữ
- Doanh nghiệp bảo hiểm: là doanh nghiệp được thành lập, tổ chức và hoạt động theo quy định của pháp luật có liên quan để kinh doanh bảo hiểm, tái bảo hiểm.
- Bên mua bảo hiểm: là tổ chức, cá nhân giao kết hợp đồng bảo hiểm với doanh nghiệp bảo hiểm và đóng phí bảo hiểm. Bên mua bảo hiểm có thể đồng thời là người được bảo hiểm hoặc người thụ hưởng.
- Người được bảo hiểm: là tổ chức, cá nhân có tài sản, trách nhiệm dân sự, tính mạng được bảo hiểm theo hợp đồng bảo hiểm. Người được bảo hiểm có thể đồng thời là người thụ hưởng.
- Người thụ hưởng: là tổ chức, cá nhân được bên mua bảo hiểm chỉ định để nhận tiền bảo hiểm theo hợp đồng bảo hiểm con người.
- Phí bảo hiểm: là khoản tiền mà bên mua bảo hiểm phải đóng cho doanh nghiệp bảo hiểm theo thời hạn và phương thức do các bên thỏa thuận trong hợp đồng bảo hiểm.

## Nội dung của hợp đồng bảo hiểm
1. Tên, địa chỉ của doanh nghiệp bảo hiểm, bên mua bảo hiểm, người được bảo hiểm hoặc người thụ hưởng;
2. Đối tượng bảo hiểm;
3. Số tiền bảo hiểm, giá trị tài sản được bảo hiểm đối với bảo hiểm tài sản;
4. Phạm vi bảo hiểm, điều kiện bảo hiểm, điều khoản bảo hiểm;
5. Điều khoản loại trừ trách nhiệm bảo hiểm;
6. Thời hạn bảo hiểm;
7. Mức phí bảo hiểm, phương thức đóng phí bảo hiểm;
8. Thời hạn, phương thức trả tiền bảo hiểm hoặc bồi thường;
9. Các quy định giải quyết tranh chấp;
10. Ngày, tháng, năm giao kết hợp đồng.
11. Ngoài những nội dung trên, hợp đồng bảo hiểm có thể có các nội dung khác do các bên thỏa thuận.

## Hình thức hợp đồng bảo hiểm
Hợp đồng bảo hiểm phải được lập thành văn bản. Bằng chứng giao kết hợp đồng bảo hiểm là giấy chứng nhận bảo hiểm hay đơn bảo hiểm.